# Breyner Bonilla
Breyner Bonilla Montaño (Cúcuta, 21 luglio 1986) è un ex calciatore colombiano, di ruolo difensore.

## Palmarès

### Club

#### Competizioni nazionali
- Copa Colombia: 1

Deportes Tolima: 2014